# Christer Bjurwill
Christer Bjurwill, född 1941 i Helsingborg, är en svensk författare och docent i pedagogik. Han har publicerat flera böcker om idrott, framtidsberedskap och filosofi.